# Брацейовиці
Брацейовиці (пол. Braciejowice) — село в Польщі, у гміні Лазіська Опольського повіту Люблінського воєводства.
Населення — 488 осіб (2011).
У 1975-1998 роках село належало до Люблінського воєводства.

## Демографія
Демографічна структура станом на 31 березня 2011 року:
|          | Загалом | Допрацездатний вік | Працездатний вік | Постпрацездатний вік |
| -------- | ------- | ------------------ | ---------------- | -------------------- |
| Чоловіки | 233     | 51                 | 151              | 31                   |
| Жінки    | 255     | 47                 | 134              | 74                   |
| Разом    | 488     | 98                 | 285              | 105                  |